# Заднє розташування двигуна
У дизайні автомобіля заднє розташування двигуна — конструкція розташування двигуна у задній частині автомобіля (інколи, задньомоторна). Центр ваги самого двигуна знаходиться за задньою віссю. Це не слід плутати з центром ваги всього транспортного засобу, оскільки дисбаланс таких пропорцій унеможливить утримання передніх коліс на поверхні (землі).

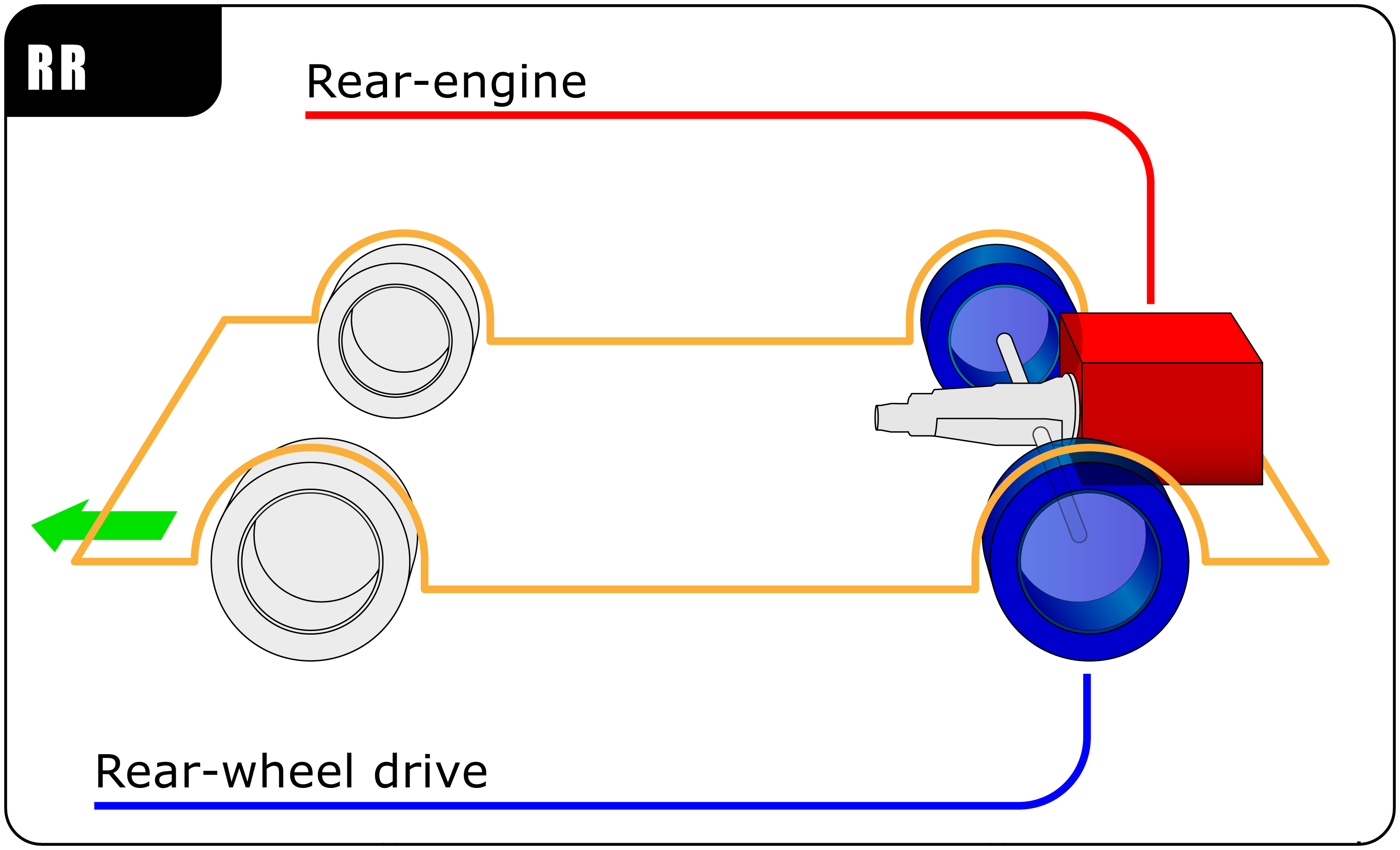
Розташування двигуна ззаду / Задній привід

Транспортні засоби із заднім розташуванням двигуна майже завжди мають задньопривідне компонування, але деякі мають привід на 4 колеса. Цей макет має такі особливості:
- Паковання: оскільки немає необхідності в трансмісійному тунелі, дно (підлога) може бути рівною.[1]
- Задня тяга: двигун, розташований над ведучими колесами, збільшує тиск вниз, що сприяє зчепленню на нещільних поверхнях, хоча може бути схильним до надмірної поворотності.[2]
- Простота виготовлення: двигун знаходиться біля ведучих коліс, а трансмісію можна об'єднати з диференціалом для економії місця.

Таке розташування колись[коли?] було популярним у маленьких недорогих автомобілях і легких комерційних автомобілях. Сьогодні[коли?] більшість виробників автомобілів відмовилися від компонування, хоча воно зберігається в деяких дорогих автомобілях, таких як Porsche 911. Воно також використовується у деяких перегонових автомобілях, автобусах з низькою підлогою, деяких шкільних автобусах типу D і мікроавтомобілях, таких як Smart Fortwo. Деякі електромобілі устатковані як задніми, так і передніми двигунами для приводу всіх чотирьох коліс.

## Примітні автомобілі з заднім розташуванням двигуна
- Benz Patent-Motorwagen
- BMW 600, 700 і i3
- Chevrolet Corvair[6]
- Даврян
- DMC DeLorean
- Дюнні баггі, такі як Meyers Manx
- Fiat 500, 600, 850, 126 і 133
- FMR Tg500
- Hillman Imp
- Хіно Контесса
- Mercedes-Benz 130/150/170H
- Mitsubishi i та Mitsubishi i-MiEV
- НДУ Принц
- Porsche 356, 911 покоління, 959
- Puma (виробник автомобілів)

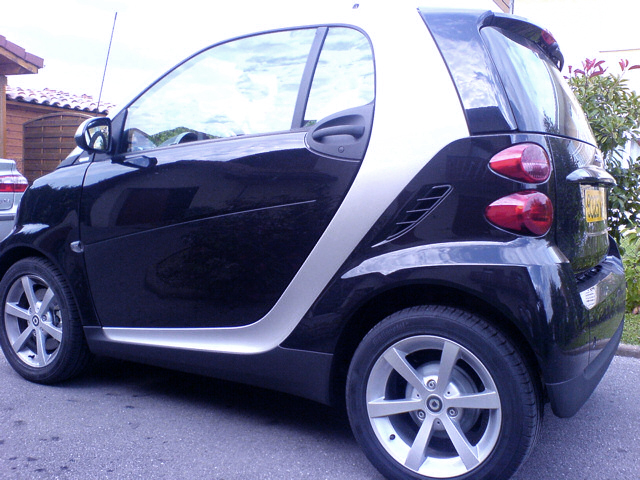
Трициліндровий двигун Smart Fortwo офіційно встановлено за задньою віссю.

- Renault 4CV, Dauphine, Floride, Caravelle, R8, R10 і Twingo 3-го покоління
- Renault Alpine A106, A108, A110, A310 і GTA/A610
- SEAT 600, 850 і 133
- Simca 1000
- Škoda 1000/1100MB, MBX, 100/110, 110R, 105/120/125, 130/135/136, Garde, Rapid
- Smart Fortwo, родстер і Smart Forfour 2-го покоління
- Стаут скарабей
- Subaru 360, Subaru R-2, Subaru Rex 1 покоління
- Suzuki Fronte 360, Fronte 71 і 72, Fronte Coupé, Fronte LC20, Fronte 7-S / SS10 / SS20 і Cervo SS20 / SC100
- Tata Nano, Tata Pixel і Tata Magic Iris
- Tatra 77, 87, 97, 600, 603, 613, 700
- Tesla Roadster, деякі версії Model S і Model 3
- Tucker 48 «Торпедо»
- Volkswagen Type 62 і Type 82 Kubelwagen, Kommandeurswagen і Schwimmwagen
- Volkswagen Beetle, тип 3 «понтон», Karmann Ghia і тип 4 (411/412), а також VW Microbus / Transporter і тип 181 «Thing»
- Серія ЗАЗ Запорожець .